# Hohe Geest (Seehausen)
Hohe Geest ist ein Wohnplatz im Ortsteil Geestgottberg der Hansestadt Seehausen (Altmark) im Landkreis Stendal in Sachsen-Anhalt.

## Geografie
Die Hohe Geest ist eine Straße in Geestgottberg und gleichzeitig der östliche Wohnplatz im Ortsteil. Sie liegt 5 Kilometer südlich von Wittenberge im äußersten Norden der Altmark im Biosphärenreservat Mittelelbe.
Nachbarorte sind Eickhof im Westen, Eickerhöfe im Norden, Losenrade im Nordosten und Beuster im Südosten.

## Geesterhof und Hof Kallmeter
Ursprünglich gab es an der heutigen Straße nur einen Einzelhof, den Geesterhof.
Der Geesterhof wurde im Jahre 1608 als Noch zur Geest in einer Akte erwähnt „mit Scharbeuster im Beritt Seehausen… nur verstreute Höfe, gehen alle zu Groß Beuster in die Kirche“. 1789 fehlt es im adligen Guth Gesterhof an Platz. Es gibt einen Verwalter oder Unterpächter, zwei Hausleute oder Einlieger. 1804 gibt es das adlige Gut Geisterhof oder Geesterhof nebst einem Einlieger. 1820 sind Eickhof und Geesterhof zwei miteinander vereinigte Güter. 1840 ist der Geesthof ein Freigut.
1876 kaufte Peter Kallmeter den Geesthof als Hof Nr. 5 in Geestgottberg. Sein Sohn Karl folgte ihm, nachdem er 1885 die elterliche Windmühle in Auf dem Sande verkauft hatte.:S. 93 Der Hof Kallmeter ist noch heute in Familienbesitz.

### Vorgeschichte
Johann Marchal berichtete am Anfang des 20. Jahrhunderts: „In der Geest in Geestgottberg wurden zwischen Hof 1 und 6 Siedlungsstätten mit Spuren aus dem Ausgang der Bronze- und dem Anfang der Eisenzeit gefunden. In Geestgottberg wurden südlich des Fußsteiges, östlich Hof Nr. 6, der 1939 Kurt Kallmeter gehörte, einige Urnen gefunden und dem Völkerkundemuseum Berlin übersandt.“:S. 63 Wilhelm Fascher ergänzte Ende des 20. Jahrhunderts: „Auf dem höher gelegenen Acker des Landwirtes Kurt Kallmeter in Geestgottberg, wurden in den 30ziger Jahren unseres Jahrhunderts einige Urnen mit Leichenbrand gefunden und geborgen. Diese Funde werden der ausgehenden Bronzezeit oder auch schon der frühen Eisenzeit zugeordnet.“:S. 63

### Einwohnerentwicklung
| Jahr | Einwohner |
| ---- | --------- |
| 1789 | 11        |
| 1798 | 12        |

| Jahr | Einwohner |
| ---- | --------- |
| 1801 | 13        |
| 1840 | 23        |

Quelle:

## Religion
Die evangelischen Christen aus Geesterhof gehörten zu Kirchengemeinde Groß Beuster, die früher zur Pfarrei Groß Beuster in der Altmark gehörte. Sie werden heute vom Kirchengemeindeverband Beuster-Aland im Pfarrbereich Beuster des Kirchenkreises Stendal im Propstsprengel Stendal-Magdeburg der Evangelischen Kirche in Mitteldeutschland betreut.

## Wirtschaft und Infrastruktur
Auf dem Hof Kallmeter gibt es einen Hofladen zur Direktvermarktung landwirtschaftlicher Produkte, Wild und Fisch.